# Urho
Urho – fińskie imię męskie. Osoby mające to imię obchodzą imieniny 17 czerwca.

## Osoby o imieniu Urho
- Urho Kekkonen – premier i prezydent Finlandii